# 加猟直岐甲背
加猟直岐甲背（かろうじきこうはい、生没年不詳）は、『日本書紀』に登場する人物。任那日本府の高官。日本人とみられる。

## 概要
三韓の王になろうとした紀生磐宿禰を支えたが失敗に終わり、百済により殺された那奇他甲背を祖先にもつ。森公章・浜田耕策は、任那日本府の官吏・河内直は加猟直岐甲背と倭婦との間に、同じく任那日本府の官吏・阿賢移那斯、佐魯麻都は加猟直岐甲背と百済婦或いは伽耶婦との間に生まれた人物であるとした。